# Obóz koncentracyjny w Kołdyczewie
Obóz koncentracyjny w Kołdyczewie – niemiecki i kolaboracyjny obóz koncentracyjny, który znajdował się na północ od Baranowicz na terenie współczesnej Białorusi, wtedy okupowanym terytorium Polski; miejsce zamordowania przez okupantów niemieckich i ich kolaborantów około 22 tysięcy osób, głównie Polaków i Żydów, a także pewnej liczby Białorusinów, Rosjan i Romów. Obóz działał od marca 1942 do czerwca 1944 roku.

## Opis obozu
Otoczony drutem kolczastym obóz Niemcy zorganizowali we wschodniej części wsi Kołdyczewo na terenie majątku ziemskiego Tadeusza Szalewicza. Obóz składał się baraków pełniących wcześniej rolę zabudowań gospodarczych i trzypiętrowego budynku więzienia obozowego (zachowały się jego fundamenty), w którym przeprowadzano śledztwa przeciwko polskim żołnierzom Armii Krajowej. W listopadzie 1942 poza terenem obozu zbudowano dwa krematoria, w których spalono zwłoki około 600 osób przywiezionych z Baranowicz i Stołpców. Po stwierdzeniu usterek, krematoria te rozebrano i rozpoczęto budowę nowych, których jednak nie ukończono przed likwidacją obozu. 

## Warunki pobytu i eksterminacja
Więźniowie byli zmuszani do ciężkich robót przy wydobyciu torfu, w ceglarni, przy produkcji mydła, butów, odzieży, beczek. Przeciętny dzień pracy wynosił 10–12 godzin. Racje żywnościowe o niewielkiej kaloryczności – zupa z wody i mąki żytniej oraz kromka chleba – nie pozwalały na regenerację sił. Więźniowie byli zakwaterowani w nieogrzewanych barakach, w których spali na trzy- i czteropiętrowych pryczach. Na porządku dziennym były rozliczne szykany, bicie, szczucie psami, gwałty na kobietach i egzekucje.
Od połowy 1942 roku systematycznie mordowano tu polską ludność. W pierwszej kolejności zabito w Kołdyczewie około 100 księży z różnych regionów Polski, a także inteligencję (około 5000). 14 listopada 1942 roku w uroczysku Lachowka za pomocą gazu zamordowano księży: Kazimierza Dembowskiego z Darewa (K. Dąbrowskiego, proboszcza w Stołpcach), Kazimierza Kowreckiego z Połoneczki, Antoniego Mackiewicza z Miru, Stanisława Leonarda Nowaka (ur. 25.10.1904 w Turku) - proboszcza z Domaczewa, Antoniego Leusza ze Stołpców, Wacława Nejmaka z Nowego Świerżnia, Jana Jezierskiego z Horodyszcza, razem z 44-osobową grupą inteligencji polskiej rejonu stołpeckiego. W uroczysku Pogorzelec (Łozy) rozstrzelano dwa tabory Cyganów. Mordowano także przy użyciu spalin w ciężarówkach.
Likwidacja obozu nastąpiła w dniu 30 czerwca 1944 w związku ze zbliżającą się Armią Czerwoną. Wtedy też naziści rozstrzelali ostatnich więźniów i podpalili baraki.

## Komendanci obozu i załoga
Początkowo komendantem obozu był Białorusin, porucznik Sergiej Bobko, a od roku 1943 Nikołaj Kalko i sprawujący nadzór podoficer SS Franz Jörn. Załogę obozu stanowili członkowie 4 Kompanii 13. Białoruskiego Batalionu Policyjnego SD, ze składu kolaboracyjnej Białoruskiej Policji Pomocniczej. 

## Liczba ofiar
Ocenia się, że do czasu likwidacji obozu 30 czerwca 1944 w Kołdyczewie Niemcy i ich kolaboranci zamordowali około 22 tysiące osób.

## Mogiły zbiorowe
Po 1944 roku komisja śledcza ujawniła na terenie obozu oraz w jego okolicach liczne zbiorowe mogiły:
- na terenie obozu w formie litery T o wymiarach 35×5 m, ze zwłokami około 1000 mężczyzn, kobiet i dzieci. Badania medyczne ustaliły, że dorosłych zabito strzałem z broni, a dzieci wrzucano do dołów żywe.
- w odległości 1,5 km od obozu w uroczysku Arabowszczyzna odkryto osiem 45-metrowych mogił. Podczas ekshumacji i ekspertyzy medycznej ustalono, że pogrzebano tu 5140 osób, w tym całą ludność żydowską miasteczka Stołowicze;
- w uroczysku Pogorzelec (Łozy), w odległości 2 km od obozu znaleziono 15 mogił od 30 do 40 m długości i 4,6 m szerokości, kryjących szczątki około 15 tysięcy osób[4][5] .

## Upamiętnienie
- Na miejscu masowych grobów znajduje się pomnik kobiety z rosyjskim napisem o propagandowym wydźwięku:

W tym miejscu i w okolicy pogrzebano 22 tysiące radzieckich patriotów zamordowanych przez niemiecko-faszystowskich grabieżców w latach 1942–1944.

- Na skutek zabiegów Józefa Lichuty z Mińska, którego siedmiu krewnych zginęło w obozie, Rozporządzeniem nr 364 z 21 grudnia 2005 obóz kołdyczewski otrzymał status memoriału. W związku z tym w 2006 roku Baranowicki Rejonowy Komitet Wykonawczy wydał Związkowi Polaków na Białorusi pozwolenie na zaprojektowanie pomnika, który zaprojektował Wacław Matelski. W dniu 3 lipca 2007 roku przy szosie do Baranowicz odsłonięto pomnik, na którym umieszczono napis w języku białoruskim:

Przechodniu zatrzymaj się! W tym miejscu w latach Wielkiej Wojny Ojczyźnianej był Kołdyczewski obóz śmierci. 22 tysiące pokój miłujących ludzi poniosło śmierć z rąk hitlerowskich katów.